# Château du Fréchou
Le château du Fréchou est un château français du XIIIe siècle situé au Fréchou, remanié au XVIe siècle et restauré à partir des années 1970.

## Histoire
Le castrum du Fréchou est cité en 1259. Il est tenu par la famille de Cazenove. Les deux tours datent de cette époque.
Alain de Montpezat s'est marié en secondes noces par contrat du 4 novembre 1536 avec Françoise de Gua, dame du Fréchou. En 1539 il rend hommage pour les seigneuries de Thouars, Le Fréchou, Savignac et Saint-Julien. Alain de Montpezat avait fait de son fils aîné son héritier universel au contrat de mariage avec Françoise de Gua, mais celui-ci étant devenu protestant, il a institué son second fils, François de Montpezat, son légataire universel. Alain de Montpezat est mort en 1561. Le frère d'Alain de Montpezat, Antoine, avait eu de son mariage avec Françoise de Verdun deux enfants, dont Jean de Montpezat. Ce dernier est mort à Naples en 1558 en faisant de son cousin François de Montpezat son héritier. François de Montpezat a donc aussi hérité de la seigneurie de Laugnac mais il a peu séjourné au château de Laugnac.
François de Laugnac a surtout séjourné au château du Fréchou. François de Montpezat est baron de Laugnac, gouverneur de l'Agenais en 1569. Il a fait édifier le pavillon hors-œuvre abritant l'escalier rampe sur rampe, l'aile ouest et le pavillon d'entrée donnant accès à la cour depuis le village.
La tour a été inscrite au titre des monuments historiques le 26 mai 1952,.
Em mauvais état au XXe siècle, le château a été restauré à partir des années 1970 par Michel et Aline Taulet.

## Architecture
Le château médiéval consistait en un corps de logis sur quatre niveaux flanqué de deux tours rondes.  C'est un exemple de château gascon. Le dernier étage a depuis disparu et n'a pas été reconstruit lors de la restauration.  L'aile ouest est un ajout plus tardif.  Des modifications sont déjà apportées au XVe siècle (percement de fenêtres à meneaux).  La tour de l'escalier et le pavillon d'entrée ont été ajoutés dans les années 1560 dans le style de la Renaissance italienne.
Le périmètre du château comprend aussi l'écurie médiévale (depuis remodelée en orangerie), une tour-colombier et un petit bâtiment médiéval à la destination incertaine.

## Jardins
Un jardin à l'italienne, de style toscan, a été créé à la fin du XXe siècle sur la terrasse au sud du château, originellement une basse-cour.  Un petit jardin clos d'inspiration médiévale a également été créé à l'est du château, à l'emplacement d'une ancienne bâtisse non reconstruite.